# Diane Lane
Diane Colleen Lane (Nova York, 22 de janeiro de 1965) é uma atriz norte-americana, Indicada ao Oscar de melhor atriz pelo seu papel em Infidelidade.
Os dois filmes que poderiam tê-la catapultado para o status de estrela, Streets of Fire e The Cotton Club, foram fracassos comerciais e de crítica, e sua carreira definhou como resultado. Depois de fazer uma pausa, Lane voltou a atuar para aparecer em The Big Town e Lady Beware, mas não causou outra grande impressão em um público considerável até a popular e aclamada minissérie de TV de 1989 Lonesome Dov, para o qual ela foi indicado ao prêmio Emmy Awards. Não foi até 1999 que Lane ganhou mais reconhecimento por seu papel em A Walk on the Moon, e isso foi seguido por sua atuação ao lado de George Clooney e Mark Wahlberg no blockbuster de 2000 The Perfect Storm.
Ela foi especialmente aclamada criticamente e homenageada pelo filme Unfaithful de 2002 , que lhe rendeu os prêmios Satellite Awards, Associação de Críticos de Nova Iorque de Melhor Atriz em Filme (Drama). Sua atuação em Unfaithful também lhe rendeu indicações ao Oscar, ao Globo de Ouro e ao Screen Actors Guild Award de Melhor Atriz. Ela também foi muito aclamada pela crítica por sua atuação no filme imediatamente subsequente, Under the Tuscan Sun. Durante grande parte do resto da década, ela apareceu alternadamente como atriz principal em filmes românticos como Must Love Dogs (2005) e Nights in Rodanthe (2008) e thrillers como Fierce People (2005), Hollywoodland (2006) e Untraceable (2008).
Ela apareceu em quatro filmes dirigidos por Francis Ford Coppola: The Outsiders, Rumble Fish,  Coppola|The Cotton Club and Jack.
Ela também interpretou o papel recorrente de Martha Kent, a mãe adotiva do Superman, em Man of Steel(2013) e filmes subsequentes do DC Extended Universe.
Foi casada (1988-1994) com Christopher Lambert, com quem tem uma filha, Eleanor. Em 2004, casou-se com Josh Brolin, separando-se em 2013. É filha da cantora Colleen Farrington.

## Filmografia

### Cinema
| Ano  | Título                                              | Papel                        |
| ---- | --------------------------------------------------- | ---------------------------- |
| 1979 | A Little Romance                                    | Lauren                       |
| 1980 | Touched by Love                                     | Karen                        |
| 1980 | Cattle Annie and Little Britches                    | Jenny                        |
| 1982 | National Lampoon's Movie Madness                    | Liza                         |
| 1982 | Six Pack                                            | Breezy                       |
| 1982 | Ladies and Gentlemen, The Fabulous Stains           | Corinne Burns                |
| 1983 | The Outsiders                                       | Cherry Valance               |
| 1983 | Rumble Fish                                         | Patty                        |
| 1984 | Streets of Fire                                     | Ellen Aim                    |
| 1984 | The Cotton Club                                     | Vera Cicero                  |
| 1987 | Lady Beware                                         | Katya Yarno                  |
| 1987 | The Big Town                                        | Lorry                        |
| 1988 | Priceless Beauty                                    | China                        |
| 1990 | Vital Signs                                         | Gina Wyler                   |
| 1992 | Knight Moves                                        | Kathy Sheppard               |
| 1992 | My New Gun                                          | Debbie Bender                |
| 1992 | The Setting Sun                                     | Lian Hong                    |
| 1992 | Chaplin                                             | Paulette Goddard             |
| 1993 | Indian Summer                                       | Beth Warden / Claire Everett |
| 1995 | Judge Dredd                                         | Juíza Hershey                |
| 1995 | Wild Bill                                           | Susannah Moore               |
| 1996 | Jack                                                | Karen Powell                 |
| 1996 | Mad Dog Time                                        | Grace                        |
| 1997 | Murder at 1600                                      | Nina Chance                  |
| 1997 | The Only Thrill                                     | Katherine Fitzsimmons        |
| 1998 | Gunshy                                              | Melissa                      |
| 1999 | A Walk on the Moon                                  | Pearl Kantrowitz             |
| 2000 | My Dog Skip                                         | Ellen Morris                 |
| 2000 | The Perfect Storm                                   | Christina Cotter             |
| 2001 | Hardball                                            | Elizabeth Wilkes             |
| 2001 | The Glass House                                     | Erin Glass                   |
| 2002 | Unfaithful                                          | Connie Sumner                |
| 2003 | Under the Tuscan Sun                                | Frances                      |
| 2005 | Fierce People                                       | Liz Earl                     |
| 2005 | Must Love Dogs                                      | Sarah                        |
| 2006 | Hollywoodland                                       | Toni Mannix                  |
| 2008 | Untraceable                                         | Jennifer Marsh               |
| 2008 | Jumper                                              | Mary Rice                    |
| 2008 | Nights in Rodanthe                                  | Adrienne                     |
| 2008 | Killshot                                            | Carmen                       |
| 2010 | Secretariat                                         | Penny Chenery                |
| 2013 | Man of Steel                                        | Martha Kent                  |
| 2014 | Every Secret Thing                                  | Helen Manning                |
| 2015 | Inside Out                                          | Mãe de Riley                 |
| 2015 | Trumbo                                              | Cleo Trumbo                  |
| 2015 | Riley's First Date?                                 | Mãe de Riley                 |
| 2016 | Batman v Superman: Dawn of Justice                  | Martha Kent                  |
| 2016 | Paris Can Wait                                      | Anne Lockwood                |
| 2017 | Mark Felt: The Man Who Brought Down the White House | Audrey Felt                  |
| 2017 | Justice League                                      | Martha Kent                  |
| 2018 | Tully                                               | Corrine Burns                |
| 2019 | Serenity                                            | Constance                    |
| 2020 | Let Him Go                                          | Margaret Blackledge          |
| 2021 | Zack Snyder's Justice League                        | Martha Kent                  |
| 2024 | Inside Out 2                                        | Mãe de Riley                 |

### Televisão
| Ano  | Título                                    | Papel                | Notas                         |
| ---- | ----------------------------------------- | -------------------- | ----------------------------- |
| 1981 | Great Performances                        | Charity Royall       | Episódio: "Summer"            |
| 1981 | Child Bride of Short Creek                | Jessica Rae Jacobs   | Filme de TV                   |
| 1982 | Miss All-American Beauty                  | Sally Butterfield    | Filme de TV                   |
| 1989 | Lonesome Dove                             | Lorena Wood          | 4 episódios                   |
| 1990 | Descending Angel                          | Irina Stroia         | Filme de TV                   |
| 1993 | Fallen Angels                             | Bernette Stone       | Episódio: "Murder, Obliquely" |
| 1994 | Oldest Living Confederate Widow Tells All | Lucy Honicut Marsden | Episódio: "Part I"            |
| 1995 | A Streetcar Named Desire                  | Stella Kowalski      | Filme de TV                   |
| 1998 | Grace and Glorie                          | Gloria Greenwood     | Filme de TV                   |
| 2000 | The Virginian                             | Molly Stark          | Filme de TV                   |
| 2011 | Cinema Verite                             | Pat Loud             | Filme de TV                   |
| 2018 | The Romanoffs                             | Katherine Ford       | 2 episódios                   |
| 2018 | House of Cards                            | Annette Shepherd     | 7 episódios                   |
| 2021 | Y: The Last Man                           | Jennifer Brown       | 10 episódios                  |
| 2023 | Extrapolations                            | Martha Russell       | 2 episódios                   |
| 2024 | Feud: Capote vs. The Swans                | Slim Keith           | 8 episódios                   |
| 2024 | A Man in Full                             | Martha Croker        | 6 episódios                   |

## Principais prêmios e indicações

### Oscar
| Ano  | Categoria    | Filme      | Notas    |
| ---- | ------------ | ---------- | -------- |
| 2002 | Melhor Atriz | Unfaithful | Indicado |

### Globos de Ouro
| Ano  | Categoria                                                  | Indicação             | Notas    |
| ---- | ---------------------------------------------------------- | --------------------- | -------- |
| 2002 | Melhor Atriz em Filme Dramático                            | Unfaithful            | Indicado |
| 2004 | Melhor Atriz em Filme - Comédia ou Musical                 | Sob o sol da Toscânia | Indicado |
| 2012 | Melhor Atriz em Minissérie ou Filme Feito para a Televisão | Cinema Verité'        | Indicado |

### Emmy Awards
| Ano  | Categoria                                        | Indicação       | Notas    |
| ---- | ------------------------------------------------ | --------------- | -------- |
| 1989 | Melhor Atriz Principal em Minissérie ou Especial | pomba solitária | Indicado |
| 2011 | Melhor Atriz Principal em Minissérie ou Especial | Cinema Vertie   | Indicado |

### SAG Awards
| Ano  | Categoria                                                             | Indicação     | Notas    |
| ---- | --------------------------------------------------------------------- | ------------- | -------- |
| 2003 | Melhor Atriz Principal - Cinema                                       | Unfaithful    | Indicado |
| 2012 | Melhor Performance de uma Atriz em Filme para Televisão ou Minissérie | Cinema Vertie | Indicado |
| 2016 | Desempenho excepcional de um elenco em um filme                       | Trumbo        | Indicado |

### Satellite Awards
| Ano  | Categoria                                                  | Indicação             | Notas    |
| ---- | ---------------------------------------------------------- | --------------------- | -------- |
| 2002 | Melhor Atriz em Filme Dramático                            | Unfaithful            | Venceu   |
| 2004 | Melhor Atriz em Filme - Comédia ou Musical                 | Sob o sol da Toscânia | Indicado |
| 2012 | Melhor Atriz em Minissérie ou Filme Feito para a Televisão | Cinema Verité'        | Indicado |

### Associação de Críticos de Nova Iorque
| Ano  | Categoria                       | Indicação  | Notas  |
| ---- | ------------------------------- | ---------- | ------ |
| 2003 | Melhor Atriz Principal - Cinema | Unfaithful | Venceu |

### National Society of Film Critics
| Ano  | Categoria                       | Indicação  | Notas  |
| ---- | ------------------------------- | ---------- | ------ |
| 2003 | Melhor Atriz Principal - Cinema | Unfaithful | Venceu |